# Odysseus 31
Odysseus 31 (japanisch 宇宙伝説ユリシーズ31 uchū densetsu Yurishīzu sātī wan, deutsch ‚Weltraumlegende Odysseus 31‘; französisch Ulysse 31 ‚Odysseus 31‘) ist eine von DiC France, Tokyo Movie Shinsha, FR3 und RTL TVI koproduzierte japanisch-französische Zeichentrickserie aus dem Jahr 1981.
Die Handlung der Serie basiert lose auf Homers Odyssee, versetzt die Geschichte jedoch in das 31. Jahrhundert, daher der Titel Odysseus 31. Abweichend von der antiken Vorlage ist auch Odysseus’ Sohn Telemach bei der Odyssee dabei, anstatt zu Hause auf seinen Vater zu warten. Odysseus 31 wurde bei Tele 5 im Rahmen der Sendung Bim Bam Bino ausgestrahlt. Während die Serie in Deutschland ab Dezember 1992 mit der Einstellung des Sendebetriebs von Tele 5 aus der Fernsehlandschaft verschwand, wird sie noch heute in Frankreich ausgestrahlt.

## Handlung
Odysseus (japanisch ユリシーズ Yurishīzu, frz. Ulysse) hat den Zyklopen (hier ein Roboterwesen) besiegt und damit die Götter erzürnt, daher schicken sie ihn auf eine Odyssee. Er fliegt mit seinem Raumschiff der Ulyxes (jap. Odyssey aus dem Engl.) durch das Weltall auf der Suche nach seinem Heimatplaneten. Odysseus erlebt zusammen mit seinem Sohn Telemach, Temis (jap. Yumi) – einer außerirdischen, gleichaltrigen Freundin seines Sohnes – und dem Roboter Nono diverse Abenteuer. Der Rest der Besatzung seines großen Raumschiffes Ulyxes wird durch den Fluch der Götter in einen Dauerschlaf versetzt, der erst endet als sie Odysseus’ Heimatwelt (die Erde) erreichen. Temis’ Bruder Nomaios ist auch von dem Bann betroffen.
Eines der Abenteuer führt Odysseus in die irdische Antike, wo er seinem antiken Vorbild hilft seinen Bogen abzuschießen und so seine Frau und seinen Thron zu wahren.

## Entstehung & Veröffentlichung
Unter der Leitung der Regisseure Bernard Deyries, Tadao Nagahama, Kazuo Terada und Seiji Okuda entstanden insgesamt 26 Folgen, während sich Shingo Araki, Philippe Bouchet und Yoshinori Kanada für das Aussehen der Charaktere zeichnen, wobei letztere vor allem das Aussehen der Maschinengebilde und Fluggebilde übernahmen.
| Rolle            | Französischer Sprecher | Japanischer Sprecher (Seiyū) |
| ---------------- | ---------------------- | ---------------------------- |
| Odysseus/Ulysses | Claude Giraud          | Osamu Kobayashi              |
| Telemach         | Fabrice Josso          | Yū Mizushima                 |
| Temis/Yumi       | Séverine Morisot       | Sumi Shimamoto               |
| Nono             | Jacques Ebner          | Mayumi Tanaka                |

Die japanischen Synchronsprecher beziehen sich auf die NBN-Fassung von 1988. 1991 erfolgte eine Neusynchronisierung durch die NHK. Vor Ausstrahlung im deutschen Fernsehen auf Tele 5 in einer komplett synchronisierten Fassung wurden zehn Folgen der Serie auf fünf VHS-Kassetten veröffentlicht. Eine deutschsprachige DVD-Veröffentlichung gibt es bisher nicht.

## Weiterführende Informationen
Weblinks
- Ulysse 31 bei IMDb
- Informationen zur Serie auf der Seite des Anime no Tomodachi

Belege
1. ↑  Eintrag in der Enzyklopädie (Memento des Originals vom 24. Mai 2003 im Internet Archive)  Info: Der Archivlink wurde automatisch eingesetzt und noch nicht geprüft. Bitte prüfe Original- und Archivlink gemäß Anleitung und entferne dann diesen Hinweis. des Sailor Moon Info Projekts (Memento des Originals vom 6. Februar 2008 im Internet Archive)  Info: Der Archivlink wurde automatisch eingesetzt und noch nicht geprüft. Bitte prüfe Original- und Archivlink gemäß Anleitung und entferne dann diesen Hinweis.
2. ↑  Uchu Densetsu Ulysses 31. In: Richard’s Animated Divots. Archiviert vom Original (nicht mehr online verfügbar) am 5. Oktober 2009; abgerufen am 1. Februar 2014.